# Jerome Kilty
Jerome Kilty (* 24. Juni 1922 in Baltimore, Maryland; † 6. September 2012 in Norwalk, Connecticut) war ein amerikanischer Schauspieler und Autor, der besonders durch seine Dramatisierungen von Briefwechseln bekannt wurde. Sein bekanntestes Werk war Dear Liar, die Adaptierung der 40-jährigen Korrespondenz zwischen George Bernard Shaw und Mrs. Patrick Campbell, einer Londoner Schauspielerin.

## Leben
Kilty wuchs als  Sohn eines staatlichen Aufsichtsbeamten auf der Navajo Nation Reservation auf. Als Soldat der amerikanischen Armee in London besuchte er den greisen George Bernard Shaw während des Krieges und wurde freundlich aufgenommen. Der berühmte Autor beeindruckte Kilty so sehr, dass dieser in der Folge sich zum Shaw-Experten bildete. Nach dem Krieg besuchte Kilty mit einem Staatsstipendium der GI Bill die Harvard University. Er war 1948 an der Gründung der Brattle Theaterkompanie in Cambridge beteiligt. Als Schauspieler trat er unter anderem in sieben Broadway-Produktionen auf. Kilty verkörperte zahlreiche Rollen in Stücken Shaws. Er starb durch Herzstillstand in Folge eines Autounfalls.

## Werk
Dear Liar, das Ergebnis ausführlicher Recherchen Kiltys, wurde 1960 am Broadway aufgeführt, mit Katharine Cornell and Brian Aherne als Protagonisten. Das Zweipersonenstück erwies sich aber vor allem als ideal für kleinere Bühnen und für das Tourneetheater. Kilty und seine Frau Cavada Humphrey präsentierten es unter anderem in Frankreich, Italien, Deutschland und Schweden. Vienna’s English Theatre wurde mit einer Erfolgsproduktion von Dear Liar eröffnet.
Kilty gestaltete in der Folge zwei weitere Zweipersonenstücke auf der Basis von Liebesbriefwechseln: Dear Love, basierend auf der Korrespondenz zwischen Robert Browning und Elizabeth Barrett Browning und Dear Life, betreffend Anton Tschechow und Olga Knipper.